# Heinous Peak
L'Heinous Peak (in lingua inglese: picco odioso) è un imponente picco montuoso antartico che si innalza fino a circa 3300 m, situato circa 2 km a nord-nordest del Monte Crockett e 11 km a sudest del Monte Vaughan. È situato nelle Hays Mountains, catena montuosa che fa parte dei Monti della Regina Maud, in Antartide. 
Il picco montuoso fu scalato il 28 novembre 1987 da quattro membri della spedizione geologica guidata da Edmund Stump dell'Università statale dell'Arizona nel corso del Programma Antartico degli Stati Uniti d'America. La denominazione si riferisce al fatto che fu una scalata tecnicamente molto impegnativa della durata di quasi 20 ore, su un terreno ghiacciato estremamente ripido.